# Filip Trejbal
Filip Trejbal (ur. 5 stycznia 1985 w Jilemnicach) – czeski narciarz alpejski, złoty medalista mistrzostw świata juniorów.

## Kariera
Pierwszy raz na arenie międzynarodowej Filip Trejbal pojawił się 18 stycznia 2001 roku w Olbrachcicach, gdzie w zawodach FIS Race w gigancie zajął ósme miejsce. W lutym 2002 roku brał udział w mistrzostwach świata juniorów w Tarvisio, gdzie jego najlepszym wynikiem było 31. miejsce w slalomie. Jeszcze trzykrotnie startował na zawodach tego cyklu, najlepszy wynik osiągając podczas mistrzostw świata juniorów w Bardonecchii w 2005 roku, gdzie zdobył złoty medal w slalomie. W zawodach tych wyprzedził Szweda Mattiasa Hargina oraz Beata Feuza ze Szwajcarii.
W zawodach Pucharu Świata zadebiutował 9 stycznia 2005 roku w Chamonix, gdzie nie zakwalifikował się do drugiego przejazdu w slalomie. Pierwsze pucharowe punkty wywalczył 22 grudnia 2005 roku w Kranjskiej Gorze, zajmując 22. miejsce w tej samej konkurencji. Nigdy nie stanął na podium, najlepsze wyniki osiągając 9 lutego 2008 roku w Garmisch-Partenkirchen i 21 grudnia 2009 roku w Alta Badia, w obu przypadkach zajmując czternaste miejsce w slalomie. Najlepsze wyniki osiągnął w sezonie 2009/2010, kiedy zajął 96. miejsce w klasyfikacji generalnej.
Kilkakrotnie startował na mistrzostwach świata, najlepsze wyniki osiągając na mistrzostwach świata w Åre w 2007 roku i rozgrywanych cztery lata później mistrzostwach świata w Garmisch-Partenkirchen, gdzie był szesnasty w slalomie. W 2006 roku startował w slalomie i kombinacji podczas igrzysk olimpijskich w Turynie, jednak nie ukończył obu konkurencji. Na rozgrywanych cztery lata później igrzyskach olimpijskich w Vancouver, gdzie jego najlepszym wynikiem było 28. miejsce w kombinacji. Brał także udział w igrzyskach w Soczi w 2014 roku, gdzie ponownie nie ukończył slalomu.

## Osiągnięcia

### Igrzyska olimpijskie
| Miejsce | Dzień     | Rok  | Miejscowość | Konkurencja     | Czas biegu  | Strata  | Zwycięzca        |
| ------- | --------- | ---- | ----------- | --------------- | ----------- | ------- | ---------------- |
| DNF     | 14 lutego | 2006 | Sestriere   | Kombinacja      | 3:12,32 min | -       | Ted Ligety       |
| DNF     | 25 lutego | 2006 | Turyn       | Slalom          | 1:43,14 min | -       | Benjamin Raich   |
| 57.     | 15 lutego | 2010 | Whistler    | Zjazd           | 1:54,31 min | +8,26 s | Didier Défago    |
| 28.     | 21 lutego | 2010 | Whistler    | Superkombinacja | 2:44,92 min | +5,93 s | Bode Miller      |
| 39.     | 23 lutego | 2010 | Whistler    | Gigant          | 2:37,83 min | +7,58 s | Carlo Janka      |
| DNF     | 27 lutego | 2010 | Whistler    | Slalom          | 1:41,57 min | -       | Giuliano Razzoli |
| DNF     | 22 lutego | 2014 | Soczi       | Slalom          | 1:41,84 min | -       | Mario Matt       |

### Mistrzostwa świata
| Miejsce | Dzień     | Rok  | Miejscowość | Konkurencja     | Czas zawodów | Strata  | Zwycięzca            |
| ------- | --------- | ---- | ----------- | --------------- | ------------ | ------- | -------------------- |
| 29.     | 9 lutego  | 2005 | Bormio      | Gigant          | 2:50,41 min  | +6,86 s | Hermann Maier        |
| 17.     | 12 lutego | 2005 | Bormio      | Slalom          | 1:41,34 min  | +3,45 s | Benjamin Raich       |
| 47.     | 6 lutego  | 2007 | Åre         | Supergigant     | 1:14,30 min  | +2,94 s | Patrick Staudacher   |
| 24.     | 8 lutego  | 2007 | Åre         | Superkombinacja | 2:28,99 min  | +4,65 s | Daniel Albrecht      |
| DNS     | 11 lutego | 2007 | Åre         | Zjazd           | 1:44,68 min  | -       | Aksel Lund Svindal   |
| DNF1    | 14 lutego | 2007 | Åre         | Gigant          | 2:19,64 min  | -       | Aksel Lund Svindal   |
| 16.     | 17 lutego | 2007 | Åre         | Slalom          | 1:57,33 min  | +5,90 s | Mario Matt           |
| DSQ1    | 15 lutego | 2009 | Val d’Isère | Slalom          | 1:44,17 min  | -       | Manfred Pranger      |
| 16.     | 20 lutego | 2011 | Ga-Pa       | Slalom          | 1:41,72 min  | +2,12 s | Jean-Baptiste Grange |
| 29.     | 17 lutego | 2013 | Schladming  | Slalom          | 1:51,03 min  | +7,92 s | Marcel Hirscher      |

### Mistrzostwa świata juniorów
| Miejsce | Dzień     | Rok  | Miejscowość  | Konkurencja | Czas biegu  | Strata  | Zwycięzca                      |
| ------- | --------- | ---- | ------------ | ----------- | ----------- | ------- | ------------------------------ |
| 56.     | 28 lutego | 2002 | Tarvisio     | Supergigant | 1:25,02 min | +7,08 s | Peter Fill                     |
| 31.     | 2 marca   | 2002 | Tarvisio     | Slalom      | 1:30,46 min | +6,23 s | Steven Nyman                   |
| 44.     | 5 marca   | 2003 | Briançonnais | Supergigant | 1:17,10 min | +3,43 s | François Bourque               |
| 41.     | 7 marca   | 2003 | Briançonnais | Gigant      | 2:02,72 min | +6,45 s | Daniel Albrecht Mario Scheiber |
| DNF2    | 8 marca   | 2003 | Briançonnais | Slalom      | 1:33,74 min | -       | Marc Berthod                   |
| 55.     | 10 lutego | 2004 | Maribor      | Zjazd       | 1:09,61 min | +2,70 s | Romed Baumann                  |
| 29.     | 12 lutego | 2004 | Maribor      | Supergigant | 1:17,49 min | +2,50 s | Hans Olsson                    |
| 41.     | 13 lutego | 2004 | Maribor      | Gigant      | 2:17,40 min | +6,06 s | Jeffrey Harrison               |
| 16.     | 14 lutego | 2004 | Maribor      | Slalom      | 1:33,33 min | +3,39 s | Raphael Fässler                |
| 13.     | 14 lutego | 2004 | Maribor      | Kombinacja  | 32,84 pkt   | ?       | François Bourque               |
| 44.     | 23 lutego | 2005 | Bardonecchia | Zjazd       | 1:25,58 min | +3,93 s | Rok Perko                      |
| 1.      | 24 lutego | 2005 | Bardonecchia | Slalom      | 1:24,10 min | -       | -                              |
| 28.     | 25 lutego | 2005 | Bardonecchia | Supergigant | 1:25,20 min | +1,76 s | Michael Gmeiner                |
| DNF2    | 27 lutego | 2005 | Bardonecchia | Gigant      | 2:10,28 min | -       | Michael Gmeiner                |

### Puchar Świata

#### Miejsca w klasyfikacji generalnej
- sezon 2005/2006: 125.
- sezon 2006/2007: 110.
- sezon 2007/2008: 104.
- sezon 2008/2009: 123.
- sezon 2009/2010: 96.
- sezon 2010/2011: 101.
- sezon 2011/2012: 113.

#### Miejsca na podium
Trejbal nigdy nie stanął na podium zawodów PŚ.